# Купферберг
Купферберг (њем. Kupferberg) град је у њемачкој савезној држави Баварска. Једно је од 22 општинска средишта округа Кулмбах. Према процјени из 2010. у граду је живјело 1.063 становника. Посједује регионалну шифру (AGS) 9477129.

## Географски и демографски подаци
Купферберг се налази у савезној држави Баварска у округу Кулмбах. Град се налази на надморској висини од 467 метара. Површина општине износи 8,3 km². У самом граду је, према процјени из 2010. године, живјело 1.063 становника. Просјечна густина становништва износи 128 становника/km².